# ZIS Gaszyńscy Kraków
ZIS Gaszyńscy Kraków – polski klub futsalowy z Krakowa. W sezonach 2007/2008 i 2008/2009 	 występował w ekstraklasie. W sezonie 2008/2009  drużyna zajęła ósme miejsce w ekstraklasie. 